# 今中康仁
今中 康仁（いまなか こうじ、1991年 - ）は、日本の経営者。センス・トラストグループ創業者、センス・トラスト株式会社代表取締役社長。
センス・トラスト株式会社は、京阪神・首都圏エリアを中心に不動産の買取再生、不動産開発、ディベロップメント、売買仲介等の事業を展開している会社。2019年に設立して以後、毎年増収増益を続け、2024年3月期の売上は77億円、2025年3月期の売上見込は230億円と急成長を遂げている。

## 経歴

### 生い立ち
奈良県大和郡山市出身。小学生の時、甲子園の高校野球で躍動する松坂大輔に憧れ、野球を始めた。小学時代から野球で頭角を表し、勉強も得意で野球も勉強もすべて本気で頑張るスポーツ少年だった。
中学時代ず、進路を決める時には野球の名門と言われる大阪桐蔭高校をはじめ複数の高校からの勧誘があった。また野球に本気で打ち込む傍ら、投票で選ばれて生徒会長になった経験もある。

### 学生時代
大阪桐蔭高等学校へ入学後、人生で初めての挫折を経験。当時の大阪桐蔭高校の野球部には、2学年上に中日ドラゴンズの中田翔選手、1学年上に東北楽天ゴールデンイーグルスの浅村栄斗選手といったスタープレイヤーをはじめ、力のある選手が多数在籍。圧倒的な実力を目の当たりにして初めて挫折感を味わう。さらに、高校1年生の時に父親が急逝し、さらなるどん底へ突き落とされる。しかし、大阪桐蔭の西谷浩一監督からもらった手紙に勇気づけられ、高校3年生になってからは、秋季大会、近畿大会で背番号４番をつけてレギュラーに選ばれる。
高校卒業後は、京都産業大学の野球部に入部するも怪我に見舞われ、幼少期からの夢であったプロ野球選手を断念する。

大学在学中に宅建の資格を取り、社会人になって5年以内に不動産会社の社長になることを決意。

### 住友不動産販売に入社
大学卒業後、2014年に新卒で住友不動産販売に入社し、不動産の基礎・基本を身に付け、取引の流れや営業方法を学び、3年目の春に退職。その後、大阪桐蔭高校 野球部時代の先輩が紹介してくれた事業用不動産会社へ入社。事業用の不動産や権利調整などの領域の経験を積む。

### センス・トラストを起業
2019年、27歳でセンス・トラスト株式会社を起業し、18歳の時に掲げた「不動産会社の社長になる」という夢を叶える。不動産に関わるあらゆる事業を展開するが、メインは不動産の買取再生事業。多種多様な不動産を買取り、適切かつ高品質なバリューアップを行い、付加価値を高めて販売している。取り扱う不動産の種別は多岐に渡り、区分マンションや中古戸建、事業用地や収益マンションなど幅広く対応し、顧客からの信頼を着実に積み重ねている。
また、2023年2月21日にYouTubeチャンネル『SENSE TRUST / 唯一無二の感動を』を開設し、センス・トラストの社員とともに、リアルなストーリーを配信している。